# Melioratywne
Melioratywne (ukr. Меліоративне, ros. Мелиоративное) – osiedle typu miejskiego na Ukrainie, w obwodzie dniepropetrowskim, w rejonie nowomoskowskim, w hromadzie Piszczanka. W 2001 liczyło 4519 mieszkańców, spośród których 3814 wskazało jako ojczysty język ukraiński, 681 rosyjski, 2 mołdawski, 20 białoruski, a 2 inny.